# 聖神婢女傳教會
聖神婢女傳教會（拉丁語：Congregatio Missionalis Servarum Spiritus Sancti，縮寫SSpS），簡稱聖神修女會、聖神會，是天主教會的一個女性修道會，由聖言會會祖楊生·愛諾德於1889年在荷蘭斯泰爾創立，在全球46個國家有約3千名成員。
楊生此前於1875年創立了男性傳教修會——聖言會。他選擇瑪麗亞·海倫娜·施托倫韋克（又稱瑪麗亞修女，1852-1900）以及亨德里娜·斯滕曼斯（又稱若瑟法修女，1852-1903）作為共同創始人。該修會扎根于三位一体灵性。。

## 创始人

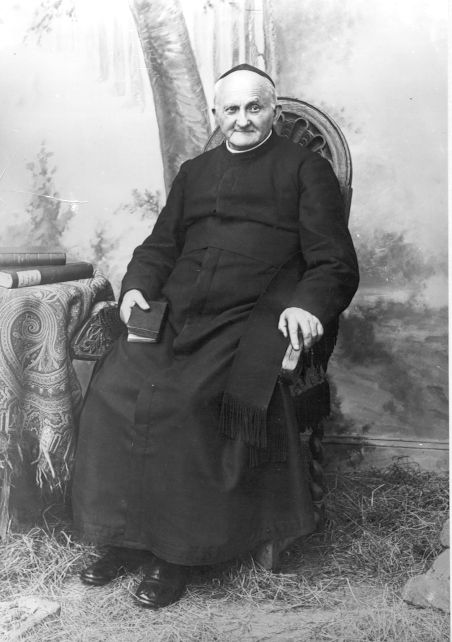
阿诺德·詹森神父

阿諾德·楊森（Arnold Janssen，1837年11月5日-1909年1月15日）出生於德國靠近荷蘭邊境的戈赫，並於1861年晉鐸成為神父。1875年，他在荷蘭斯泰爾創立了“聖彌額爾總領天使傳教會院”，用於培訓傳教士。從這個機構發展出了聖言會。

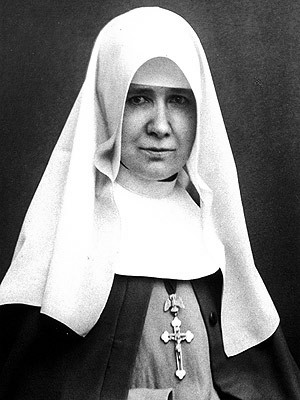
海伦娜·斯托伦韦克

海倫娜·施托倫韋克（Helena Stollenwerk）於1852年11月28日出生。她在很小的時候就對加入傳教工作並前往中國產生了興趣，但找不到一個派遣傳教士到國外的修道院。1882年，她遇到了阿諾德·楊森，並在斯泰爾的聖彌額爾傳教會院擔任廚房女僕。1884年，亨德里娜·斯滕曼斯加入了她的行列。
詹森认为需要女性传教士来补充男性传教士的工作。1889年12月8日，斯托伦韦克成为詹森建立的“圣神仆从传教修女会的见习修女”，并于1892年1月17日采用修女名“玛利亚·维尔戈”。她于1894年3月12日宣誓，并于1898年8月12日成为修道院院长。

## 历史
第一批传教士姐妹于1895年出发前往阿根廷。其他人于1897年被派往多哥。

## 工作
傳教工作包括教育、醫療、牧靈關懷、靈性指導、成人教育、傳播、要理講授、教堂工作、社會工作、行政管理和跨宗教對話。